# Barrera (informática)
En computación paralela, una barrera (en inglés: barrier) es un método de sincronización. Una barrera para un grupo de hilos o procesos significa que todos los que implementen esta barrera deberán parar en ese punto sin poder ejecutar las siguientes líneas de código hasta que todos los restantes hilos/procesos hayan alcanzado esta barrera.
Muchas rutinas colectivas y directivas basadas en lenguajes paralelos imponen barreras de forma implícita. Por ejemplo, un bucle do paralelo en Fortran con OpenMP no permitirá que ningún hilo continue con la ejecución hasta que la última iteración de dicho bucle esté completa. Imprescindible sobre todo en el caso en el que el resultado del bucle sea necesario inmediatamente después de su finalización. En paso de mensajes, algunas comunicaciones globales (como por ejemplo la reducción o el scatter) deben implementar una barrera.